# Ambassade des Philippines en France
L'ambassade des Philippines en France est la représentation diplomatique de la république des Philippines auprès de la République française. Elle est située 4, Hameau de Boulainvilliers/ 45 rue du Ranelagh dans le 16e arrondissement de Paris, la capitale du pays. Son ambassadeur est, depuis 2021, Junever M. Mahilum-West.

## Liste des ambassadeurs
| Date de nomination | Date de nomination | Date de remise des lettres de créance | Date de remise des lettres de créance | Diplomate                   |
| ------------------ | ------------------ | ------------------------------------- | ------------------------------------- | --------------------------- |
| ?                  |                    | 9 mai 1990                            | [ JORF 1 ]                            | Rosario Manalo              |
| ?                  |                    | 25 mai 1994                           | [ JORF 2 ]                            | Rora N. Tolentino           |
| ?                  |                    | 28 avril 2006                         | [ JORF 3 ]                            | José Abeto Zaide            |
| ?                  |                    | 26 janvier 2009                       | [ JORF 4 ]                            | Rora Navarro-Tolentino      |
| ?                  |                    | 22 décembre 2011                      | [ JORF 5 ]                            | Cristina G. Ortega          |
| ?                  |                    | 8 juillet 2014                        | [ JORF 6 ]                            | Maria Theresa Pareno Lazaro |
| ?                  |                    | 2 novembre 2021                       | [ JORF 7 ]                            | Junever M. Mahilum-West     |